# The Scarred People
The Scarred People è il decimo album del gruppo musicale gothic metal Tiamat uscito nel 2012.

## Tracce
1. The Scarred People – 6:38
2. Winter Dawn – 4:13
3. 384 – 4:25
4. Radiant Star – 3:45
5. The Sun Also Rises – 5:06
6. Before Another Wilbury Dies – 1:39
7. Love Terrorists – 5:42
8. Messinian Letter – 4:19
9. Thunder & Lightning – 4:32
10. Tiznit – 3:03
11. The Red Of The Morning Sun – 4:21

### Tracce bonus dell'edizione limitata
1. Born to Die – 4:42
2. Paradise – 5:28
3. Divided (live) – 4:46
4. Cain (live) – 5:18

## Formazione
- Johan Edlund - voce, chitarra
- Roger Öjersson - chitarra, voce, tastiere, mandolino e voce
- Anders Iwers - basso e voce in Paradise
- Lars Sköld - batteria